# هوستون (آیداهو)
هوستون (به انگلیسی: Huston) یک منطقهٔ مسکونی در ایالات متحده آمریکا است که در شهرستان کانیون، آیداهو واقع شده‌است. هوستون ۷۶۸٫۱۱ متر بالاتر از سطح دریا واقع شده‌است.